# 964 Subamara
964 Subamara è un asteroide della fascia principale. Scoperto nel 1921, presenta un'orbita caratterizzata da un semiasse maggiore pari a 3,0513319 UA e da un'eccentricità di 0,1176764, inclinata di 9,05911° rispetto all'eclittica.
Il suo nome deriva dal latino e significa "molto amara". Fa riferimento alle condizioni di osservazione all'Osservatorio d Vienna nell'ultimo anno di vita di Johann Palisa.